# Rufisque Nord
Rufisque Nord ist einer der drei Stadtbezirke der Großstadt Ville de Rufisque in der Metropolregion Dakar, gelegen im zentralen Westen Senegals. Die Stadtbezirke haben jeweils den Status einer Gemeinde (commune) und sind organisatorisch dem Arrondissement de Rufisque Est unterstellt.

## Geografie
Rufisque Nord liegt als einziger der drei Stadtbezirke nicht an der Südküste der Cap-Vert-Halbinsel, sondern zwischen den beiden anderen im Hinterland. Der Stadtbezirk hat eine Fläche von 7,136 km². und ist fast vollständig bebaut. Er ist zugleich der kleinste und der bevölkerungsreichste Stadtbezirk. Benachbarte Kommunen sind im Uhrzeigersinn Rufisque Est im Südosten, Rufisque Ouest im Westen und Sangalkam im Norden; mit allen ist Rufisque Nord baulich zusammengewachsen.

## Geschichte
Im Jahr 1996 wurde die städtische Kommune Rufisque in die drei communes d’arrondissement Rufisque Nord (Centre), Rufisque Est und Rufisque Ouest unterteilt und diese wiederum wurden in der Großstadt Ville de Rufisque zusammengefasst; ähnlich der kommunalen Gliederung der Hauptstadt Dakar. Im Jahr 2014 erhielt Rufisque Nord, wie in Senegal alle communes d'arrondissement, den landesweit einheitlichen Status einer Gemeinde (commune).

## Bevölkerung
Die letzten Volkszählungen ergaben für den Stadtbezirk jeweils folgende Einwohnerzahlen:
| Jahr | Einwohner |
| ---- | --------- |
| 2002 | 56.296    |
| 2013 | 92.051    |
| 2023 | 126.253   |

## Infrastruktur und Verkehr
Rufisque Nord wird im Süden und im Norden begrenzt von den Verkehrsachsen der Cap-Vert-Halbinsel, die den West-Ost-Verkehr zwischen der Metropole Dakar und dem Rest des Landes aufnehmen müssen. Im Süden ist es die Nationalstraße N 1 und parallel dazu zwei Straßenblocks nördlich davon die Bahnstrecke Dakar–Niger. Der Bahnhof Gare de Rufisque liegt allerdings knapp außerhalb der Bezirksgrenze in Rufisque Est. Die Autoroute 1 schneidet an der Nordgrenze einen bis zu 250 Meter breiten Streifen von Häuserblocks von dem Rest des Stadtbezirks ab. Eine Verbindung nach dort gibt es nur über die Route de Bambilor, die den Stadtbezirk im Osten begrenzt und die die Autoroute 1 an der Anschlussstelle 10 Rufisque-Est – Bargny – Sangalkam – le Lac Rose unterquert. An der Route de Bambilor und damit  verkehrsgünstig, wenn auch am Rand des Stadtbezirks, liegt die Bezirksverwaltung „Mairie de Rufisque Nord“. Zugleich bietet diese innerstädtische Verkehrsachse über die Autoroute 1 eine schnelle Verbindung in Westrichtung mit der Hauptstadt Dakar und in Ostrichtung mit dem internationalen Flughafen Dakar-Blaise Diagne.